# Josef von Antonino
Josef von Antonino, avstrijski general, * 12. januar 1847, † 27. december 1911.

## Življenjepis
Potem ko je bil 1. oktobra 1907 upokojen, je bil 9. decembra 1910 povišan v naslovnega podmaršala.

## Pregled vojaške kariere
Napredovanja
- generalmajor: 1. maj 1906 (z dnem 14. majem 1906)
- naslovni podmaršal: 9. december 1910